# Joseph Cottle
Joseph Cottle (ur. 1770 w Bristolu, zm. 7 czerwca 1853 tamże) – angielski wydawca, pamiętnikarz i poeta okresu  romantyzmu.
Joseph Cottle był bristolskim wydawcą, publikującym dzieła pierwszych romantyków angielskich (poetów jezior), Williama Wordswortha, Samuela Taylora Coleridge'a i Roberta Southeya. Pozostawił po sobie również wspomnienia ich dotyczące, stanowiące jedno z najważniejszych źródeł do historii wczesnego angielskiego romantyzmu: Reminiscences of Samuel Taylor Coleridge and Robert Southey. Uprawiał też oryginalną twórczość poetycką.

## Dzieła poetyckie
Podobnie jak inni autorzy późnego oświecenia i romantyzmu, Henry James Pye i John Fitchett, Cottle postanowił napisać długi epos o panującym w IX wieku królu Alfredzie Wielkim, który skutecznie bronił swojego kraju przed duńskimi najeźdźcami. 
- Malvern Hills (1798)
- John the Baptist, a Poem (1801)
- Alfred, an Epic Poem(1801)
- The Fall of Cambria (1809)
- Messiah (tłumaczenie eposu Friedricha Gottlieba Klopstocka (1815)).

## Opracowania
Basil Cottle, Joseph Cottle and the Romantics: The Life of a Bristol Publisher, Redcliffe Press, Bristol 2008.